# هواپیما قسمت ۲
«هواپیما قسمت ۲» (انگلیسی: Airplane Pt. 2) ترانه‌ای از گروه پسرانهٔ کره‌ای بی‌تی‌اس است، و به عنوان بی ترک آلبوم عاشق خودت باش: اشک منتشر شد. در ۷ نوامبر ۲۰۱۸، نسخهٔ ژاپنی این ترانه توسط دف جم رکوردینگز به عنوان نهمین تک‌آهنگ ژاپنی گروه منتشر شد.

## افتخارات
| منتقد/ناشر | فهرست               | رتبه | منابع |
| ---------- | ------------------- | ---- | ----- |
| اسپاتیفای  | بهترین ۲۰۱۸: کی-پاپ | ۲۱   | [ ۳ ] |

## اعتبارات و پرسنل

### نسخهٔ کره‌ای
اعتبارات برگرفته از یادداشت‌های جلد آلبوم سی‌دی عاشق خودت باش: اشک است.
- پی‌داگ – تهیه‌کننده، کیبورد، سینث‌سایزر، وکال و تنظیم رپ، ویرایش دیجیتال، مهندسی ضبط
- آراِم – تهیه‌کننده
- الکساندرا تمپوسی – تهیه‌کننده
- لیزا اوِن – تهیه‌کننده
- رومن کامپولو – تهیه‌کننده
- «هیت‌من» بنگ – تهیه‌کننده، کیبورد
- شوگا – تهیه‌کننده
- جی-هوپ – تهیه‌کننده
- جونگ‌کوک – همخوان
- ادورا – همخوان، مهندسی ضبط
- لی ته‌ووک – گیتار
- لی جویونگ – باس
- اسلو ربیت – تنظیم وکال، مهندسی ضبط
- سوپرمی بوی – تنظیم رپ، مهندسی ضبط
- هیس نویز – ویرایش دیجیتال
- جیسن جاشوا – مهندسی میکس

## جدول‌ها

### نسخهٔ کره‌ای
| جدول (۲۰۱۸)                                         | بالاترین موقعیت |
| --------------------------------------------------- | --------------- |
| دانلود فرانسه (اس‌ان‌ئی‌پی)                            | ۱۱۱             |
| مجارستان (سینگل تاپ ۴۰)                             | ۱۸              |
| ژاپن (۱۰۰ آهنگ داغ ژاپن)                            | ۲۵              |
| مالزی (آرآی‌ام)                                      | ۷               |
| کره جنوبی (بیلبورد هات ۱۰۰)                         | ۸               |
| کره جنوبی (گائون)                                   | ۳۷              |
| تک‌آهنگ‌های مستقل بریتانیا (شرکت جدول‌های رسمی)        | ۴۰              |
| آهنگ‌های دیجیتال جهانی ایالات متحده آمریکا (بیلبورد) | ۴               |

### نسخهٔ ژاپنی
| جدول (۲۰۱۸)                      | بالاترین موقعیت |
| -------------------------------- | --------------- |
| ژاپن (۱۰۰ آهنگ داغ بیلبورد ژاپن) | ۲۵              |